# Kesselfallklamm
Kesselfallklamm är en ravin i Österrike.   Den ligger i förbundslandet Steiermark, i den östra delen av landet, 130 km sydväst om huvudstaden Wien. Kesselfallklamm ligger 552 meter över havet.
Terrängen runt Kesselfallklamm är kuperad. Runt Kesselfallklamm är det ganska tätbefolkat, med 230 invånare per kvadratkilometer.. Närmaste större samhälle är Graz, 15,3 km söder om Kesselfallklamm. 
I omgivningarna runt Kesselfallklamm växer i huvudsak blandskog.